# البيت الأبيض
البيت الأبيض (بالإنجليزية: The White House)‏ هو المقر الرسمي ومكان العمل لرئيس الولايات المتحدة الأمريكية. يقع المبنى في شارع بنسلفانيا 1600 شمال شرق واشنطن العاصمة، وهو مقر إقامة كل رئيس أمريكي منذ عهد جون آدامز في عام 1800. غالبًا ما يستخدم مصطلح «البيت الأبيض» إشارةً للرئيس ومستشاريه.
صُمم المبنى على نمط العمارة الكلاسيكية الجديدة من قبل المهندس المعماري الأيرلندي المولد جيمس هوبان. صمم هوبان المبنى على طراز مبنى لينستر هاوس في دبلن الذي يستخدم اليوم من قبل البرلمان الإيرلندي (أويرياشتاس) أو الهيئة التشريعية الأيرلندية. بُني البيت الأبيض بين عامي 1792 و1800 باستخدام حجر رملي من نوع (Aquia Creek) المطلي باللون الأبيض. عندما انتقل الرئيس توماس جيفرسون إلى البيت الأبيض في عام 1801 طلب من المهندس المعماري بنيامين هنري لاتروب إضافة أعمدة منخفضة (كولانيد)على كل جناح لإخفاء الإسطبلات والمخازن.
في عام 1814 وخلال حرب عام 1812 أضرم الجيش البريطاني النار في البيت الأبيض خلال حريق واشنطن، مما أدى إلى تدمير المبنى من الداخل واحتراق الكثير منه من الخارج. بدأت عملية إعادة الإعمار على الفور تقريبًا، وانتقل الرئيس جيمس مونرو إلى المقر التنفيذي للبيت الأبيض [الإنجليزية] في أكتوبر 1817 والذي أعيد بناؤه جزئيًا. استمر العمل في البناء الخارجي وأضيف الرواق الجنوبي شبه الدائري في عام 1824 والرواق الشمالي في عام 1829.
بسبب الازدحام داخل المقر التنفيذي نفسه، نقل الرئيس ثيودور روزفلت في عام 1901 جميع مكاتب الموظفين إلى الجناح الغربي المشيد حديثًا آنذاك. بعد ثماني سنوات (في عام 1909) وسع الرئيس ويليام هوارد تافت الجناح الغربي وأنشا المكتب البيضاوي والذي نقل في النهاية عندما توسع القسم. في القصر الرئيسي (السكن التنفيذي) حولت العلية في الطابق الثالث إلى أماكن معيشة في عام 1927 عن طريق زيادة ارتفاع السقف المسنم بإضافة نوافذ طويلة مظللة. أما الجناح الشرقي المشيد حديثًا آنذاك فقد استخدم كمنطقة استقبال للمناسبات الاجتماعية وربطت الأجنحة الجديدة للبيت الأبيض باستخدام الأعمدة التي أضافها جيفرسون. انتهى العمل بتعديلات الجناح الشرقي عام 1946، مما أدى إلى إنشاء مساحة إضافية للمكاتب. بحلول عام 1948 كانت العوارض الخشبية والجدران الحاملة لها على وشك الإنهيار، في عهد الرئيس هاري ترومان فُكِّكَت الغرف الداخلية بالكامل وإنشاء إطار فولاذي داخلي جديد داخل الجدران، أما من الخارج فقد أضيفت شرفة ترومان [الإنجليزية]. كما أعيد بناء الغرف الداخلية بمجرد الانتهاء من الأعمال الإنشائية.

## تاريخ

### 1789–1800
بعد تنصيبه في أبريل 1789 استخدم الرئيس الأول للولايات المتحدة جورج واشنطن منزلين خاصين في مدينة نيويورك كقصر تنفيذي. عاش واشنطن في المنزل الأول المعروف باسم (منزل فرانكلين) والذي يملكه مفوض الخزانة صموئيل أوسغود حتى أواخر فبراير 1790 وكان المنزل يقع في شارع 3 شيري. نُقل القصر التنفيذي إلى منزل أكبر يدعى (منزل الكسندر ماكومب [الإنجليزية]) حيث أقام فيه واشنطن مع زوجته وفريق عمل قليل العدد حتى أغسطس 1790. في مايو من عام 1790، بدأ بناء مقر رسمي جديد في مانهاتن أطلق عليه اسم (بيت الحكومة [الإنجليزية]).
لم يقم واشنطن أبدًا في بيت الحكومة، إذ نقلت عاصمة الولايات المتحدة من فيلادلفيا إلى واشنطن قبل الانتهاء من بناء (بيت الحكومة). حدد قانون الإقامة الصادر في يوليو 1790 بأن يكون موقع العاصمة بشكل دائم في المقاطعة الفيدرالية الجديدة ومؤقتًا في فيلادلفيا وبنسلفانيا لمدة عشر سنوات إلى أن يكتمل بناء العاصمة بشكل دائم. في فيلادلفيا استُأجر قصر التاجر الثري روبرت موريس الواقع في 190 هاي ستريت (يدعى اليوم 524-30 ماركت ستريت) ليكون منزلًا الرئيس، حيث أقام فيه واشنطن من نوفمبر 1790 إلى مارس 1797. ونظرًا لأن المنزل كان أصغر من أن يستوعب الثلاثين شخصًا الذين كانوا يشكلون الأسرة الرئاسية والموظفين والخدم فقد قام واشنطن بتوسيعه.
أقام الرئيس جون آدامز أيضًا في قصر هاي ستريت من مارس 1797 إلى مايو 1800. وفي يوم السبت 1 نوفمبر 1800 أصبح آدمز أول رئيس أمريكي يشغل البيت الأبيض. تحول منزل آدامز في فيلادلفيا إلى فندق، واستخدم لاحقًا كمخزن قبل أن يتم هدمه في عام 1832. في عام 1792 في فيلادلفيا بدأ العمل ببناء قصر رئاسي أكبر بكثير على بعد عدة بنايات، وشارف العمل فيه على الانتهاء بحلول وقت تنصيب آدم عام 1797. ومع ذلك، رفض آدامز الإقامة فيه قائلاً إنه ليس لديه إذن من الكونجرس لاستئجار المبنى. ظل المبنى شاغرًا إلى أن تم بيعه إلى جامعة بنسلفانيا عام 1800.

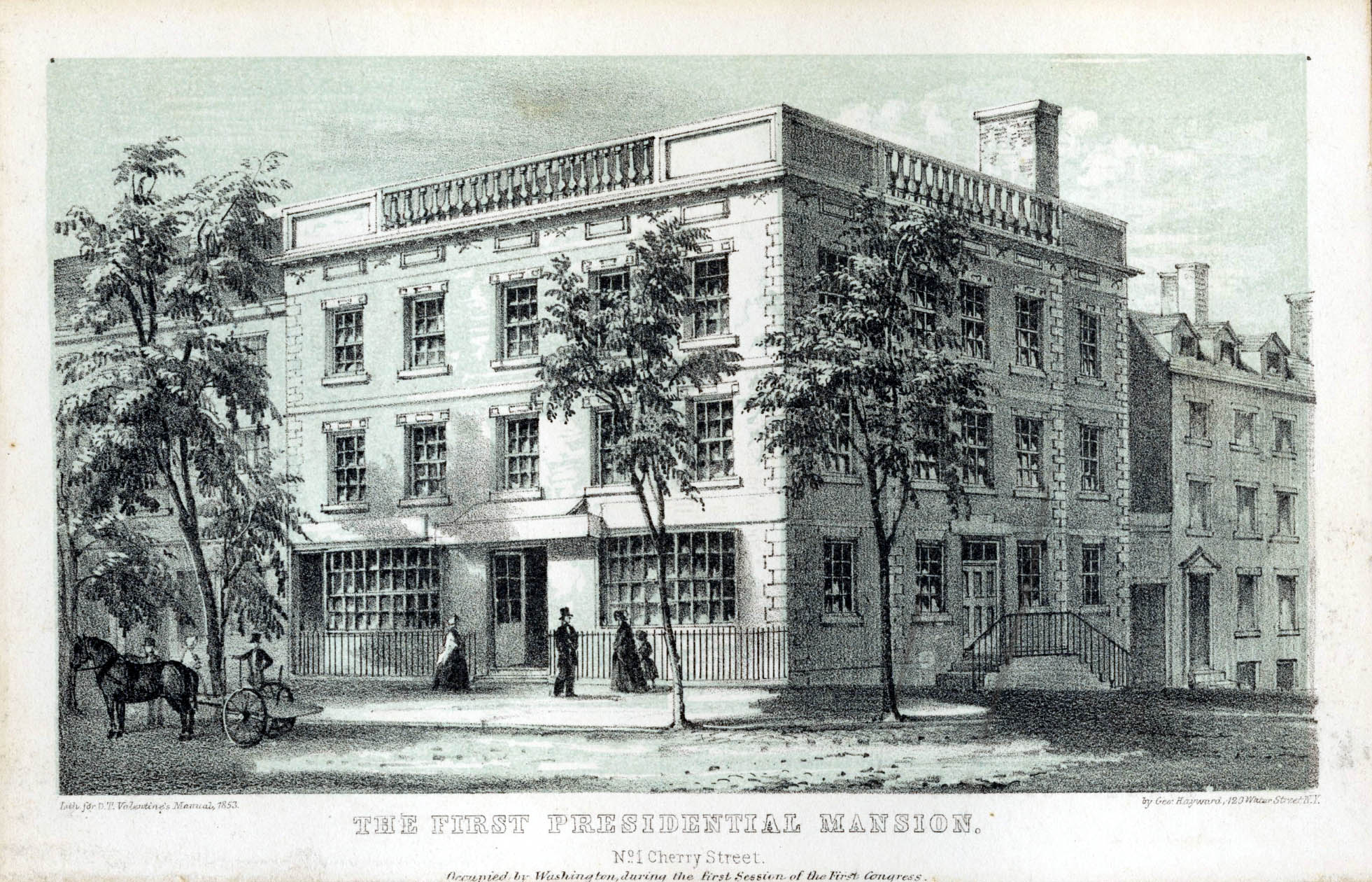
القصر الرئاسي الأول (بيت صموئيل أوسجود) في مانهاتن، نيويورك. أقام فيه الرئيس جورج واشنطن من أبريل 1789 - فبراير 1790.
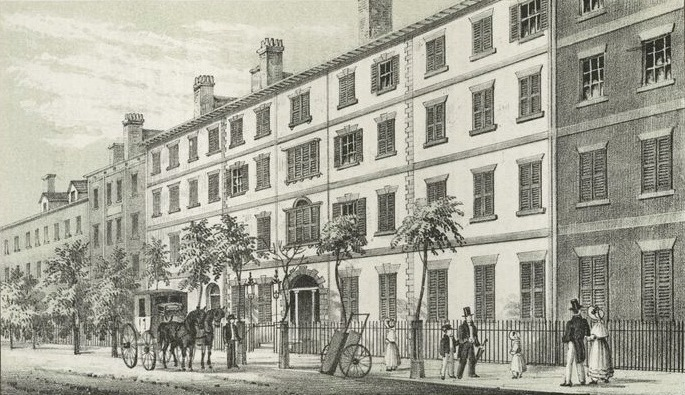
القصر الرئاسي الثاني (منزل ألكسندر ماكومب)في مانهاتن، نيويورك. أقام فيه واشنطن من فبراير-أغسطس 1790.
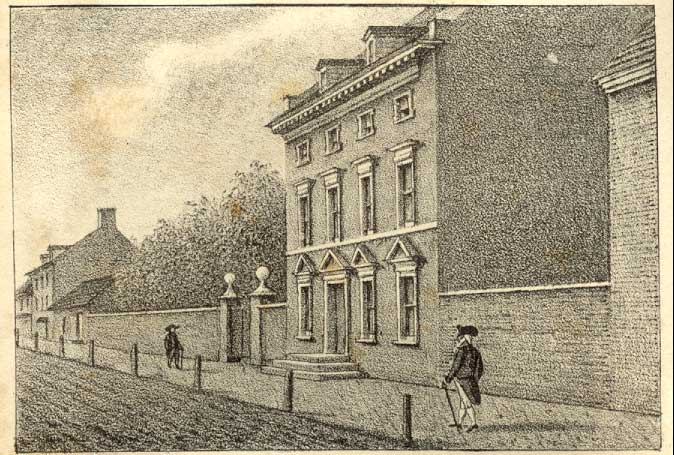
القصر الرئاسي الثالث (منزل الرئيس) في فيلادلفيا، بنسلفانيا. أقام فيه واشنطن من نوفمبر 1790 - مارس 1797. والرئيس جون آدامز من مارس 1797 - مايو 1800.
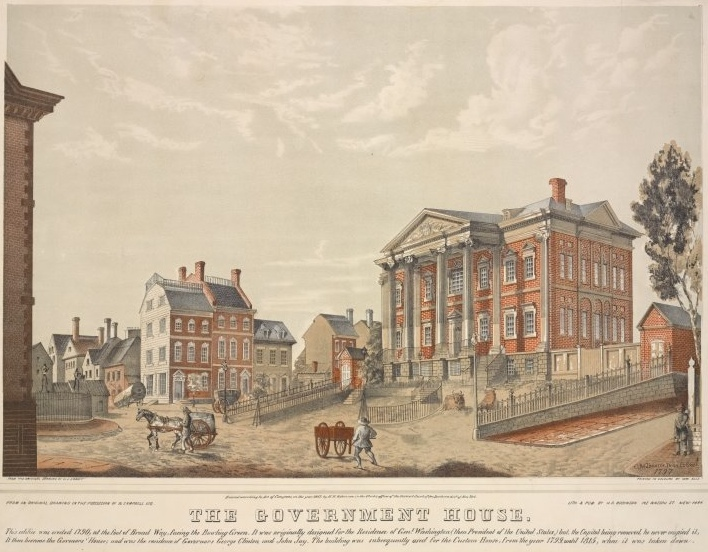
بيت الحكومة في مانهاتن، نيويورك (1790 - 1791). بُني ليكون القصر الرئاسي الدائم، نَقَلَ الكونغرس العاصمة الوطنية إلى فيلادلفيا قبل اكتماله.
المنزل المخصص للرئيس في فيلادلفيا، بنسلفانيا (1790). بني ليكون القصر الرئاسي الدائم، ولم يستخدمه أي رئيس أمريكي.

## التصميم
يقع البيت الأبيض في قطعة أرض مساحتها 7.3 هكتار، ويتكوّن اساساً من الحدائق ومجمع البيت الأبيض الذي يتكوّن بدوره من المقر الرئيسي والجناح الشرقي والجناح الغربي.

### حدائق البيت الأبيض

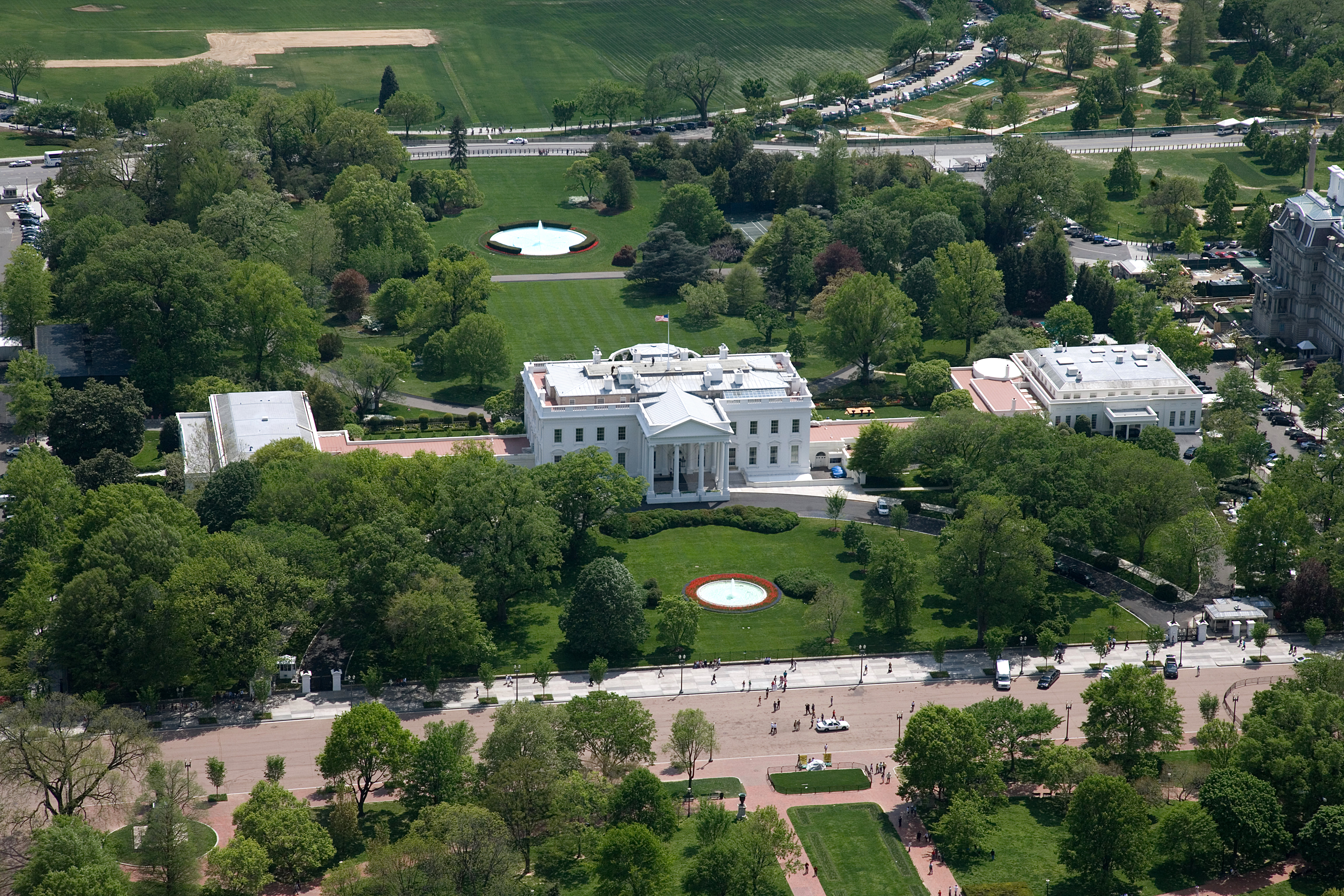
منظر علوي للبيت الابيض وتظهر البحيرة الشمالية بالاسفل والبحيرة الجنوبية بالأعلى

تحيط الحدائق بمجمع البيت الابيض من كل الجهات، وتحتوي على البحيرة الشمالية والبحيرة الجنوبية وحديقة الزهور.

### مجمع البيت الأبيض

رسم تخطيطي لمجمع البيت الابيض (الشمال إلى الاعلى)

يحتوي مجمع البيت الأبيض على 132 غرفة و35 حماماً، و412 باباً، والنوافذ 147، و28 موقداً، و8 سلالم، وثلاثة مصاعد، وخمسة مطابخ بدوام كامل، وملعب تنس، وعدد واحد من مسارات البولينغ، ومسرح وسينما (وتسمّى رسميا مسرح العائلة الأولى في البيت الأبيض)، ومضمار للجري، وحوض للسباحة، ويستقبل المجمع ما يصل إلى 30,000 زائر كل أسبوع، وعدد أكبر من السواح خارج البيت الأبيض لالتقاط الصور.

### المقر الرئاسي

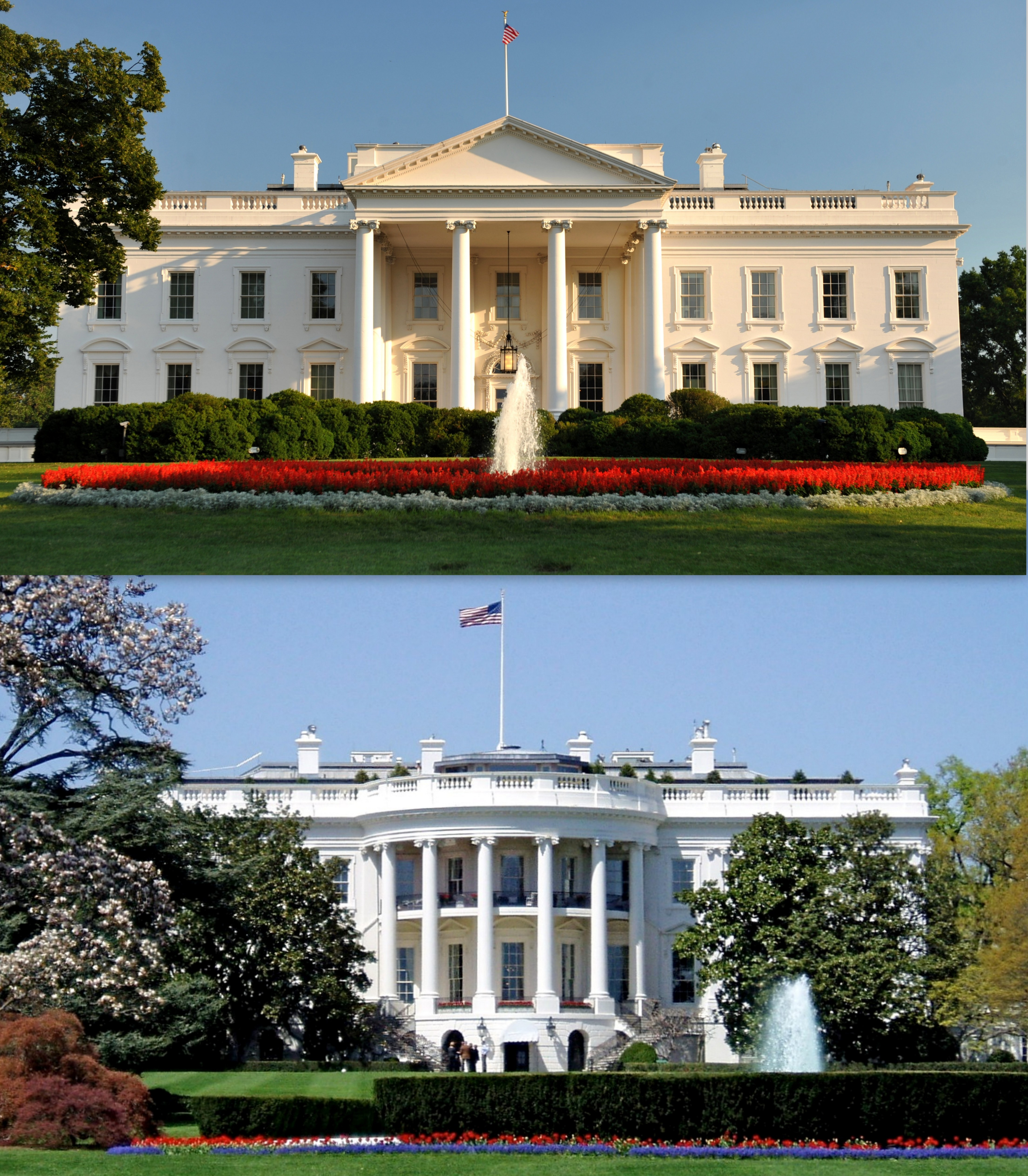
الواجهة الشمالية في الصورة العلوية، والواجهة الجنوبية في الصورة السفلى

هو مقر المركزي في المجمع بين الجناح الشرقي والجناح الغربي، وواجهته الشمالية معروفة دائماً باستقبال الصف الأول من الزوار.
في الطابق الأرضي غرفة الخارطة والغرفة الصينية وغرفة اللقاءات الدبلوماسية، الطابق الأول وفيه الغرفة الحمراء والغرفة الزرقاء والغرفة الخضراء وقاعة الدخول، وفي الطابق الثاني الغرفة الصفراء والقاعة المركزية وغرفة العشاء الرئاسية.

### الجناح الغربي

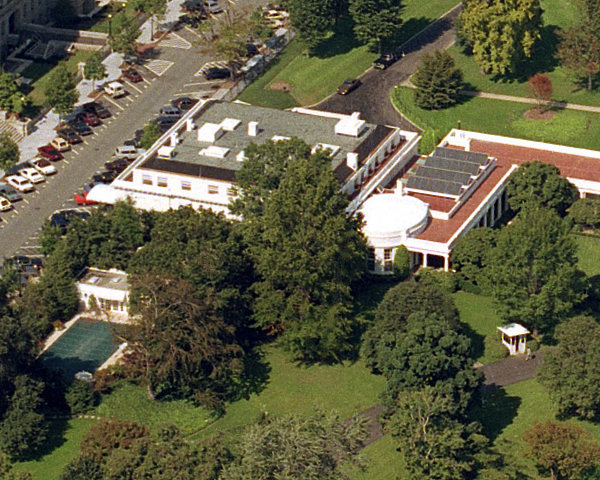
صورة للجناح الغربي ويظهر المكتب البيضاوي بسطحه الابيض البيضوي وخلفه خلايا الطاقة الشمسية وملعب التنس في يسار اسفل الصورة

هو البناء الذي يحتوي مكتب الرئيس والمعروف بالمكتب البيضاوي وغرفة الكابينة الوزارية وغرفة العمليات التي يجري بها المؤتمرات ومركز لإدارة المخابرات وقاعة روزفيلت لللقاءات.

### الجناح الشرقي
يحتوي الجناح الشرقي مكاتب السيدة الأولى ومكاتب كادرها، بما في ذلك مكتب الأمن الاجتماعي، ويحتوي أيضا على المسرح والسينما.

## معرض صور

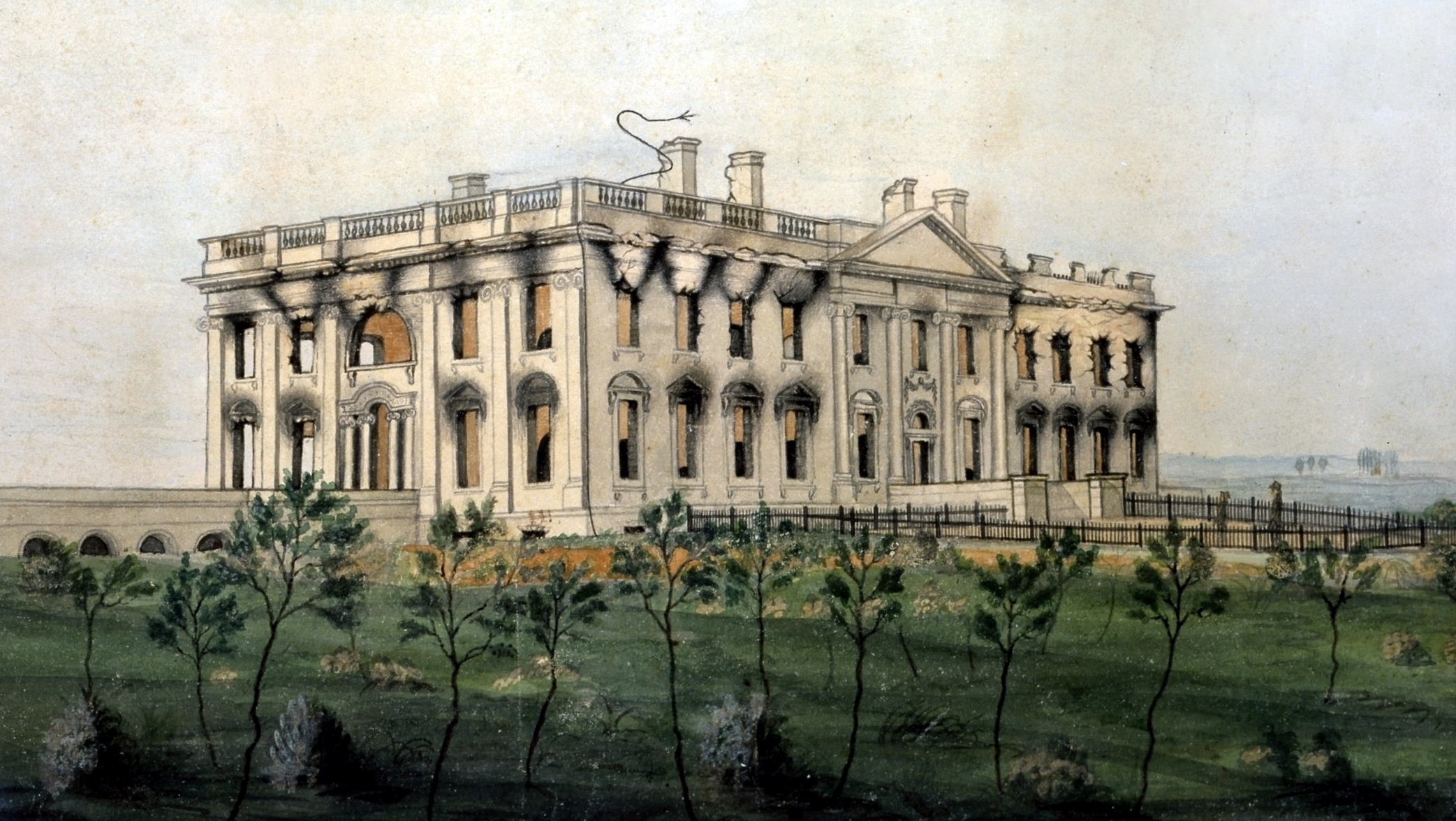
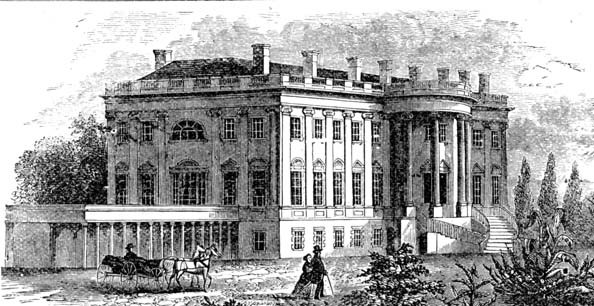
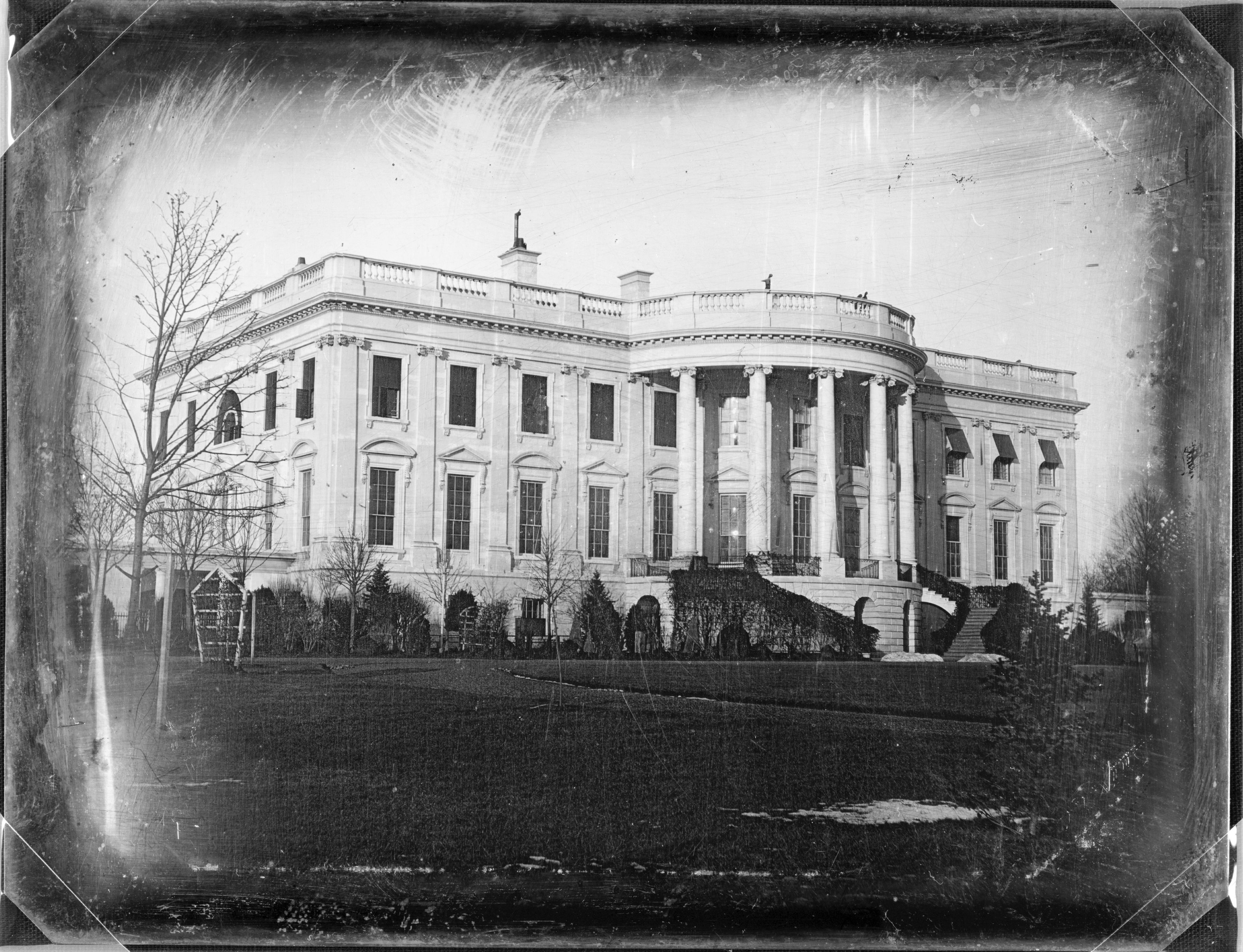
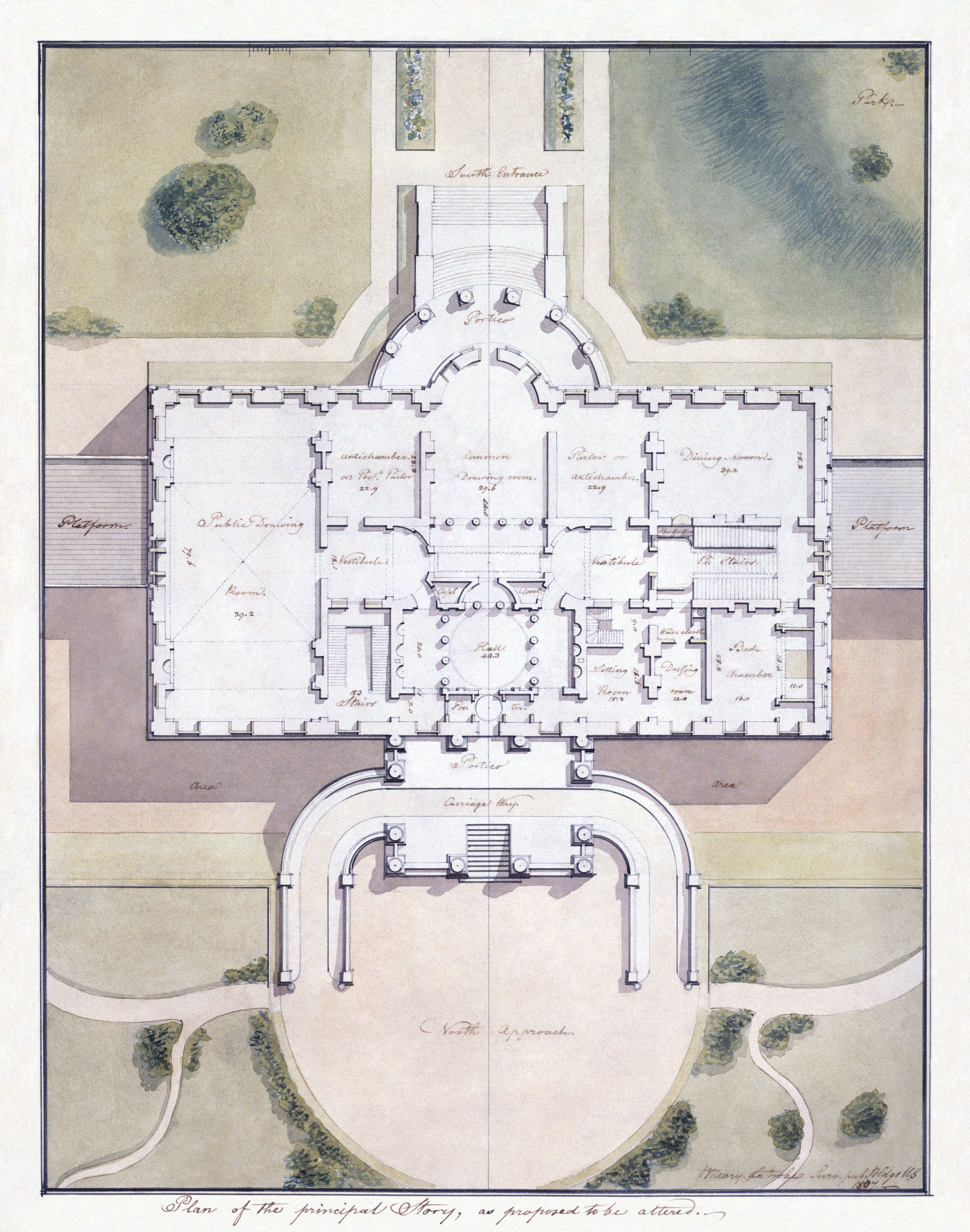

## وصلات خارجية
- مدونة البيت الأبيض الرسمية  (جوال)